# Карлес Пучдемон
Ка́рлес Пучдемо́н и Казамажó (на каталонски: Carles Puigdemont i Casamajó) е каталонски журналист и политик. Председател е на Каталония в периода 2016 – 2017 година. На 27 октомври 2017 г. е отстранен от длъжността председател на Каталония за нарушение на испанската конституция и за провеждане на незаконен референдум през есента на 2017 г. Пучдемон все още се смята за законен председател на Каталония, а своето правителство — за законно правителство на Каталония в изгнание. На 5 ноември 2017 г. се предава на белгийската полиция, а на 6 ноември 2017 г. е освободен с подписка.

## Биография

### Произход и младежки години
Карлес Пучдемон е роден на 29 декември 1962 г. в Амер (провинция Херона) в семейството на Шавера Пучдемон и Нурия Казамажо. Семейството на Пучдемон е от потомствени пераки и се състояло от осем деца. Бъдещият политик е второто от тях. Повечето от роднините на Пучдемон не се занимават с политика, с изключение на дядо му Жузеп Пучдемон. Карлес Пучдемон е кръстен на другия си дядо Карлес Касамажо, който участва в гражданската война на страната на републиканците. През зимата на 1928 г. дядо му емигрира във Франция. Той общува със семейството си чрез писма до 1943 година. След този период семейството му губи връзка с него.
Началното и средното си образование Карлес Пучдемон получава в родния си град, а също и в училищния интернат при църквата Санта-Мария-дел-Кулел. На 16 години той става кореспондент на вестника „Diari de Girona“, ангажиран главно със спортните репортажи. Пучдемон също така работи и в други издания в този период.
След това влиза в Университета на Херона със специалност каталунска филология, понеже иска да се занимава с журналистика.

### Работа като журналист
През 1981 г. започва работа във вестник „El Punt“, впоследствие става и главен редактор. Също работи и за списание „Presència“.
През 1994 г. издава книгата си „Ката... какво?, посветена на анализ на образа на Каталония. Започва да събира материал за книгата още през 1988 г. През 1992 г. е активен участник в кампанията за подпомагане на каталонските националисти, задържани от испанските власти чрез операция „Гарсон“.
През 90-те години на XX век Пучдемон пътешества из Европа, занимава се с изучаване на новите технологии в областта на журналистиката. През 1999 г. основава Каталонската новинарска агенция (КНА) и става неин главен директор. През 2002 г. напуска поста директор на КНА в полза на Карлес Парамо. През 2004 г. става основател на ежемесечния вестник на английски език „Catalonia Today“.

### Политическа кариера
- Депутат в Парламента на Каталония (2006–2017).
- Общински съветник в Херона (2007–2016).
- Кмет на Херона (2011–2016).
- Президент на Хенералитета на Каталония (2016–2017).

### Личен живот
През 2000 г. Карлес Пучдемон се жени за румънската журналистка Марчел Топор. Венчават се в Румъния по православен обред. Семейството им има две дъщери – Магали и Мария. През 2017 г. момичетата активно участват в кампанията по провеждане на референдума за независимост на Каталония, което е прието разнозначно в испанската преса.
Карлес Пучдемон владее каталонски, испански, английски и румънски език. Хобитата му са новите технологии и социалните мрежи. В Туитър той има повече от 14 900 съобщения и над 515 хиляди последователи.